# Jilseponie Ault
Jilseponie Ault è un personaggio fantastico che compare nella saga fantasy di Demon Wars scritta da R. A. Salvatore.

## Biografia
Jilseponie Ault nacque nell'Anno di Dio 804, figlia di Thomas Ault, uno degli abitanti del villaggio di Dundalis. Era la migliore amica di Elbryan Wyndon, e proprio come lui, a soli dodici anni, dovette assistere al massacro della sua gente da parte di una feroce banda di orchetti e giganti fomoriani: la ragazza riuscì a salvarsi da morte certa nascondendosi in una nicchia della fondamenta di una casa. Successivamente traumatizzata dalla carneficina Jilseponie vagò fino al vicino villaggio di Weedy Meadow dove venne adottata da Graevis Chilichunk, un locandiere di Palmaris giunto nel nord per  rifornirsi di liquori pregiati.
Jill visse negli anni seguenti nell'affetto dei Chilichunk, senza però ricordare nulla sul suo passato: addirittura non ricordava neanche il suo nome e per questo Graevis le diede il nomignolo di Cat-the-Stray.  A  sedici anni fu avvicinata da un avventore della locanda che poi si rivelò essere Connor Bildeborough, erede del potente barone di Palmaris,  Rocherfort  Bildeborough; ben presto i due si innamorarono e nell'anno di Dio 821 si sposarono con un grandioso matrimonio celebrato dall'Abate Dobrinion in persona.

### Carriera  militare
Tuttavia la situazione deteriorò durante la prima notte di nozze che non venne consumata dagli sposi, a causa della ritrosia di Jill, tormentata dal suo passato, che arrivò addirittura a ferire Connor. Il giorno dopo l'unione venne sciolta dall'abate e Jilseponie fu costretta a prestare servizio presso l'esercito regio.
In appena un anno divenne da semplice fante ( “cibo ambulante” secondo gli ufficiali) a membro della cavalleria e la sua abilità in combattimento le permise di entrare nel corpo della Guardia Costiera, il secondo in ordine di importanza nell'esercito dopo la Brigata coraggiosa, la guardia personale del Re.
Tuttavia , a quanto pareva, le fortezze della Guardia Costiera, non erano più gli stoici bastioni di difesa del regno che erano state in passato, in quanto le guardie anziché fare le ronde e i pattugliamenti previsti nel loro incarico passavano il tempo a gozzovigliare e a ubriacarsi: per Jill si aprì un periodo monotono, in cui era l'unica a svolgere il proprio compito nella fortezza di Pireth Tulme. A rompere  la routine quotidiana di Pony ci pensò il Frate Pazzo, un grasso monaco della Chiesa Abellicana, che aveva deciso di scatenare una gigantesca rissa nel vicino villaggio di Tinson: Jill vide incontrò così per la prima volta Avelyn Desbris.

### A fianco di Avelyn Desbris
Nell'anno di Dio 824, Pireth Tulme fu attaccata e annientata da un'orda di powrie; Jilseponie  riuscì a salvarsi  e rincontrò Avelyn Desbris di cui presto divenne una grande amica. Viaggiò insieme a lui di villaggio in villaggio finché, nella cittadina di Dusberry,  il monaco fu pugnalato durante l'ennesima  rissa e per salvarsi dovette far ricorso ad una pietra dell'anima e alle forze di vitali della stessa Jill. Dalla loro unione spirituale la ragazza acquisì una notevole conoscenza sugli usi delle pietre magiche, degne di uno studente di St. Mere-Abelle del quinto anno,  mentre Avelyn ricavò informazioni utili sul misterioso passato della donna. Intrigato da quel puzzle, il monaco pilotò il loro cammino sempre più verso nord;  durante il loro viaggio Avelyn dimostrò a Jill la fiducia che nutriva nei suoi confronti arrivando ad insegnarle, con metodi tradizionali e sedute spirituali con l'ematite, tutto sull'uso e sulla comprensione delle pietre magiche: i suoi progressi furono esponenziali. Infine i due arrivarono a Dundalis e Jilseponie riacquistò gradualmente la memoria, rivisitando i luoghi della sua infanzia.  Tuttavia Pony fu catturata e tenuta in ostaggio da Fratello Giustizia, che la utilizzò per tendere una trappola ad Avelyn: i piani del boia della Chiesa fallirono miseramente grazia all'intervento di Elbryan che riuscì ad ucciderlo e salvare Pony che vedendo il ranger riacquistò tutti i suoi ricordi.

### La guerra del demone
Ben presto però la pace nelle Terre dei Boschi cessò: l'esercito di Bestesbulzibar calò dal nord e occupò tutti i villaggi di frontiera ma non riuscì a fare strage degli abitanti che invece si erano salvati grazie all'intervento di Elbryan, Pony e Avelyn che li avevano prontamente evacuati. Le abilità di Jill si dimostrarono determinanti per le successive operazioni di guerriglia che tormentarono gli invasori ma si rivelarono ancora più utili durante il viaggio del gruppo verso il Monte Aida dove Avelyn riuscì a distruggere la forma fisica del dactyl.
Nei mesi seguenti le conoscenze sulle pietre magiche che il monaco le aveva insegnato, aiutarono molto la resistenza dei profughi di Caer Tinella e permisero di salvare numerose persone da ferite mortali.  Grazie a Connor Bildeborough, Pony ed Elbryan scoprirono che Bradwarden, creduto morto nelle viscere del Monte Aida,  era stato catturato dalla Chiesa Abellicana e trascinato nelle segrete dell'abbazia di St. Mere- Abelle; così i due organizzarono una missione di salvataggio che andò a buon fine solo grazie all'aiuto del Maestro Jojonah,  vecchio mentore di Avelyn Desbris:  nelle prigioni del monastero non solo trovano Bradwarden in balia dei suoi aguzzini, ma scoprono anche i cadaveri dei Chilichunk orribilmente posseduti da creature demoniache. Questa scoperta riempì Pony di  tanto rancore e odio verso i capi della Chiesa Abellicana, da indurla , durante la sua permanenza a  Palmaris, prima a cercare di creare un movimento di opposizione al potere del vescovo e successivamente a tentare di uccidere il Padre abate in persona.  Markwart, manovrato dal demone dactyl trovò in poco tempo l'attentatrice che fu costretta ad affrontarlo poco a nord di Palmaris, in uno scontro  spirituale ferocissimo: alla fine Pony venne sopraffatta dal potere demoniaco del padre abate che la privò del bambino che aveva in grembo ma sicuramente l'avrebbe uccisa se Lady  Dasslerond, signora degli elfi non fosse intervenuta in suo soccorso.
A Chasewind Manor, il palazzo dei baroni di Palmaris, Markwart trovò la sua fine: Jilseponie si scontrò con lui nel piano spirituale ma questa volta la donna era aiutata da Elbryan, il suo amato compagno, e grazie al suo sostegno riuscì ad avere la meglio sullo schiavo del demone. Ma la guerra le aveva tolto tutto: la famiglia, suo marito e il suo figlioletto mai nato.